# 쉬르트세이섬

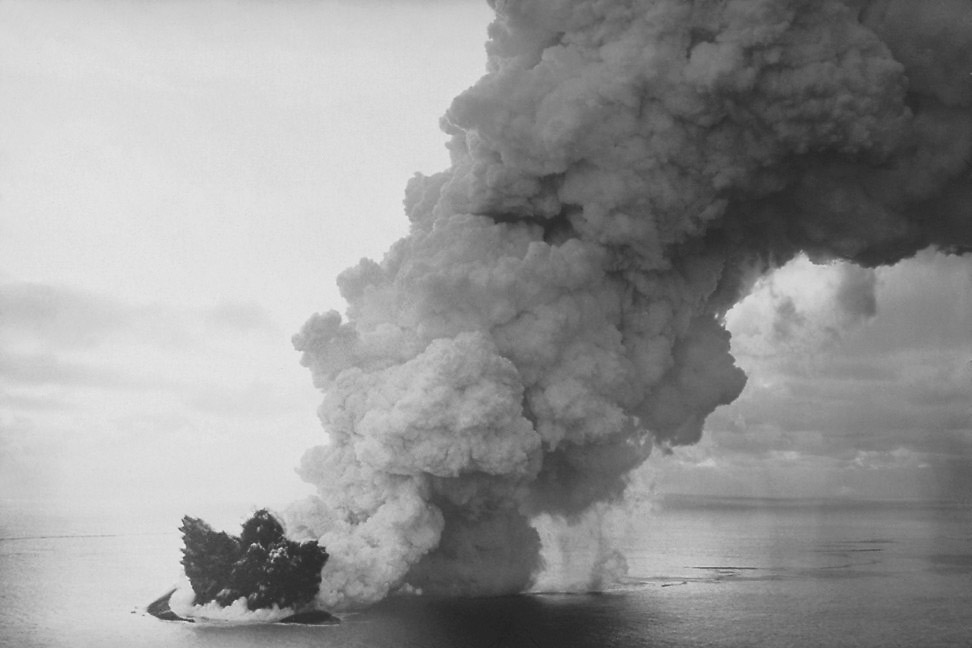
쉬르트세이 섬의 분화

쉬르트세이섬(아이슬란드어: Surtsey [ˈsʏr̥tsei])은 아이슬란드 남서부에 위치한 섬이다. "쉬르트세이"란 "수르트의 섬"이라는 뜻이다.
1963년 11월 14일, 아이슬란드 남부에 있는 한 화산이 폭발했다. 이로 인해 하늘이 화산재로 덮였다. 그러나 여기서 생겨난 용암이 토지를 형성하여, 오늘날과 같은 섬을 형성하게 된다. 그 뒤 화산이 또 폭발하였고, 이번엔 용암이 또 덮여 두꺼워졌다. 여기서 쉬르트세이가 탄생했다.

## 같이 보기
- 아이슬란드의 지리